# What I Like About You
What I Like About You (conocida como Lo que me gusta de ti en España y Las travesuras de mi hermana en América Latina) es una comedia de televisión de origen estadounidense, establecida principalmente en la ciudad de Nueva York, basada en la vida de dos hermanas, Holly Tyler (Amanda Bynes) y Valerie Tyler (Jennie Garth). La serie fue lanzada el 20 de septiembre de 2002 en The WB, y finalizada el 24 de marzo de 2006, con un total de 86 episodios transmitidos.

## Argumento
La serie narra la vida de Valerie "Val" Tyler (Jennie Garth) y su hermana menor Holly Tyler (Amanda Bynes). Val es una persona muy organizada, pulcra y algo neurótica, por su parte Holly es una adolescente problemática y narcisista que no quiere ir a Japón, donde su padre tiene un nuevo trabajo. Por lo que decide mudarse con su hermana mayor, Val, en la ciudad de Nueva York. Además se encuentran los amigos y personas que los rodean, como la pareja de Val, Jeff (Simon Rex), su amiga Lauren (Leslie Grossman), y el amigo de Holly, Gary (Wesley Jonathan), a la que luego se incorpora Tina (Allison Munn), otra gran amiga de Holly.
Todo comienza desde el día en que Holly decide mudarse al apartamento de su hermana Val, desde ese momento las dos empezarán a vivir una vida alocada, a la cual incluyen a las personas que los rodean. Las chicas pasaran por los mismos problemas al mismo tiempo, pero se les presentaran de forma diferente, ya sea de tener pareja, los amigos, la familia, el trabajo, entre otros, pero siempre tendrá un toque de humor.

## Elenco

### Principal
- Amanda Bynes como Holly Tyler.
- Jennie Garth como Valerie "Val" Tyler/Meladeo.
- Wesley Jonathan como Gary Thorpe.
- Leslie Grossman como Lauren Jones.
- Allison Munn como Tina Haven.
- Nick Zano como Vince.
- Dan Cortese como Victor "Vic" Meladeo.
- Simon Rex como Jeff Campbell.
- Michael McMillian como Henry Gibson.
- David de Lautour como Ben Sheffield.
- Stephen Dunham como Peter.

### Recurrentes
- Megan Fox como Shannon (Temp. 2)
- Edward Kerr como Rick (Temp. 2-4)
- Anicka Haywood como Jill (Temp. 1-2)
- Sara Erikson como Robyn Marquette (Temp. 4)
- Danneel Harris como Kate (Temp. 2)
- Luke Perry como Todd (Temp. 3)
- Scott N. Stevens como Dave Wood (Temp. 3)
- Ken Marino como Brad (Temp. 3)
- Minka Kelly como Ricky (Temp. 3-4)
- Tamyra Gray como Danielle Johnson/Dulay
- Barry Bostwick/Peter Scolari como Jack Tyler
- Scott Weinger como Rubin (Temp. 4)
- Mark Weiler como Marcus (Temp. 4)
- Jason Priestley como Charlie (Temp. 4)
- Penn Badgley Como "Jake" (Temp. 1)